# Club Atlético Alianza Llanos
El Club Atlético Alianza Llanos, más conocido como Alianza Llanos, es un club de fútbol colombiano, de la ciudad de Villavicencio, Meta. Fundado en 1985, jugó en la Categoría Primera B entre
1991 y 1997. 
El club fue uno de los precursores del torneo profesional de ascenso, participando de la temporada inaugural en 1991. Actualmente juega en la tercera división del fútbol colombiano.

## Historia
A mediados de los años 80 algunos empresarios llaneros fundaron Alianza Llanos. Inicialmente jugaba torneos de futsal. Luego comenzó a jugar los torneos de la Categoría Primera C del fútbol aficionado colombiano organizados por la Difútbol. Estas participaciones le dieron la posibilidad de ser escogido para participar en el primer torneo de la Categoría Primera B en 1991. En aquel año 1991 y al año siguiente, 1992, estuvo a punto de ascender ocupando el segundo lugar en ambos torneos con la dirección técnica de José Luis Forero. Su siguiente campaña destacada fue en 1995, cuando alcanzó el tercer lugar del torneo adecuación bajo la dirección del reputado técnico-ascensorista Álvaro de Jesús Gómez.
Por sus filas pasaron jóvenes promesas de aquel entonces como Mayer Candelo, Jorge Banguero, Orlando Ballesteros, Cástulo Boiga y Héctor Valoyes y viejas glorias como Jairo “Banano” Murillo y Carlos “la Fiera” Gutiérrez junto a créditos locales entre los que sobresalen el arquero Asdrúbal “la Araña” Martínez -de lejos, símbolo y estandarte del equipo-, Germán Tabares, Freddy Bogotá y Enrique Braidy.
En 2007 , diez años después de su descenso, en 1997, reapareció en la Categoría Primera C bajo la dirección administrativa de Enrique Braidy y Jorge Hernández. Estos viejos aliancistas son el soporte en la búsqueda de la nueva ficha en la Categoría Primera B para la ciudad de Villavicencio. Llevan varios años recuperando un equipo que llegó lejos, pero ahora más como un semillero y escuela organizado desde las divisiones inferiores, y compitiendo en las categorías infantiles, pre-juveniles y juveniles. Ya son cerca de 800 jóvenes practicando en los sectores de Porfía, Américas, Rochela, Covisán, Recreo, Buenavista, Esperanza, reconocidos barrios de la ciudad de Villavicencio.

## Estadio
Estadio Manuel Calle Lombana con capacidad para 15.000 espectadores. Este escenario es utilizado también por el club Llaneros que juega en la Categoría Primera B desde 2012,y en la Copa Colombia 2014 llegó hasta octavos de final dónde quedó eliminado por el Atlético Junior y quedó subcampeón ante Leones en el Torneo Finalización de la Primera B 2017 .

## Equipaciones
- Equipación local: Camiseta blanca con rayas verdes, pantalón blanco con líneas verdes, medias blancas con líneas verdes.
- Equipación Visitante: Camiseta verde con líneas amarillas, pantalón verde con líneas amarillas, medias verdes con líneas amarillas.

## Datos del club
- Temporadas en 1ª: 0
- Temporadas en 2ª: 8 (1991-1997)
- Temporadas en 3ª: 2 (2021-2022)
- Mejor puesto:
  - En Primera B: 2° (1991) y (1992)
- Peor puesto:
  - En Primera B: 16º (1997)